# Eufrosina Paleologa
Eufrosina Paleologa (in greco Ευφροσύνη Παλαιολογίνα?; fl. XIII secolo) era una figlia illegittima dell'imperatore bizantino Michele VIII Paleologo e della sua amante Diplovatzina, che sposò Nogai Khan per formare un'alleanza bizantino-mongola. Il suo nome deriva dalla dea Eufrosine ed era nota anche come Irene.

## Biografia
Nel 1266 l'imperatore Michele VIII Paleologo, ansioso di stringere un'alleanza, diede in moglie la figlia Eufrosina a Nogai Khan dell'Orda d'Oro, dopo che quest'ultimo aveva invaso la Tracia un anno prima.
Giorgio Pachimere narra che durante la Rivolta di Ivailo, Eufrosina contattò la sua famiglia a Costantinopoli per informarla che Ivailo era arrivato nel Khanato dell'Orda d'Oro. Di conseguenza, Michele VIII inviò a Nogai suo genero, l'ex zar di Bulgaria Ivan Asen III, sposato con la sorellastra di Eufrosina, Irene Palaiologina. Diviso tra i due contendenti alla corona bulgara, Nogai inizialmente esitò e rimandò la sua decisione. Tuttavia, Eufrosina si schierò con Ivan Asen III e Ivailo fu ucciso durante una festa a cui parteciparono entrambi i contendenti. In seguito, Eufrosina chiese al marito di risparmiare l'esecuzione di Ivan Asen III, il secondo pretendente al trono bulgaro, consentendogli di fuggire in Asia Minore.
Eufrosine aveva organizzato il matrimonio della figlia del mercante di Crimea Pandoleone, Eufrosina di Bulgaria, con Teodoro Svetoslav, che viveva come ostaggio alla corte del khan. Pandoleone era un amico intimo del khan Nogai. Pertanto, Pantaleone fu onorato di far battezzare sua figlia con il nome di Eufrosina.
Eufrosine continuò ad agire per gli interessi di Costantinopoli, sostenendo Andronico II Paleologo. Inoltre, rafforzò la posizione di Teodoro Svetosla e si oppose a Smiltsena Palaiologina che cercava un'alleanza con il re serbo Stefano Milutin.
Il khan Nogai fu ucciso nel 1299/1300 dai mongoli di Tokta nella battaglia di Kagamlik, vicino al Dnepr. Il destino di Eufrosina Paleologa intorno a questi eventi è sconosciuto. È possibile che sia morta prima del marito, che sia stata vittima delle lotte di potere nell'Orda d'Oro dopo la sua morte o che sia stata rimandata a Costantinopoli.

## Matrimonio
Eufrosine e Nogai non sembra che abbiano avuto figli.
Sua sorella Maria Paleologa sposò Abaqa Khan della Persia ilkhanide. Fu la matrigna di Čaka di Bulgaria.

## Ascendenza
|                        |   |                              | Genitori          |  |  | Nonni               |  |  | Bisnonni                |  |
|                        |   |                              |                   |  |  | Andronico Paleologo |  |  | Alessio Ducas Paleologo |  |
|                        |   |                              |                   |  |  | Andronico Paleologo |  |  | Alessio Ducas Paleologo |  |
|                        |   | Irene Comnena                |                   |  |  | Andronico Paleologo |  |  |                         |  |
| Michele VIII Paleologo |   |                              |                   |  |  | Andronico Paleologo |  |  |                         |  |
|                        |   | Teodora Angelina Paleologina | Alessio Paleologo |  |  |                     |  |  |                         |  |
|                        |   | Teodora Angelina Paleologina | Alessio Paleologo |  |  |                     |  |  |                         |  |
|                        |   | Teodora Angelina Paleologina | Irene Angelina    |  |  |                     |  |  |                         |  |
| Eufrosina Paleologa    |   | Teodora Angelina Paleologina |                   |  |  |                     |  |  |                         |  |
|                        | … | …                            |                   |  |  |                     |  |  |                         |  |
|                        | … | …                            |                   |  |  |                     |  |  |                         |  |
|                        | … | …                            |                   |  |  |                     |  |  |                         |  |
| …                      | … |                              |                   |  |  |                     |  |  |                         |  |
|                        |   | …                            | …                 |  |  |                     |  |  |                         |  |
|                        |   | …                            | …                 |  |  |                     |  |  |                         |  |
|                        |   | …                            | …                 |  |  |                     |  |  |                         |  |
|                        |   | …                            |                   |  |  |                     |  |  |                         |  |